# Liste der Nummer-eins-Hits in den britischen Charts (2005)
Dies ist eine Liste der Nummer-eins-Hits in den britischen Charts im Jahr 2005. Sie basiert auf den Official Singles Chart Top 100 und den Albums Chart Top 100, die von der Official Charts Company ermittelt werden. Es gab in diesem Jahr 29 Nummer-eins-Singles und 33 Nummer-eins-Alben.

## Singles
| ← 2004 ← | Liste der Nummer-eins-Hits in den britischen Charts | Liste der Nummer-eins-Hits in den britischen Charts | Liste der Nummer-eins-Hits in den britischen Charts                                                                                          | 2006 → |
| \| Zeitraum \| Wo. ges. \| Interpret \| Titel Autor(en) \| Zusätzliche Informationen \| \| (Zeitraum, Wochen auf Platz eins, Interpret, Titel, Autor[en], zusätzliche Informationen) \| \| \| \| \| \| ----------------------------------------------------------------------------------------- \| -------- \| ------------------------------------- \| -------------------------------------------------------------------------------------------------------------------------------------------- \| -------------------------------------------------------------------------------------------------------------------------------------------------------------------------------------------- \| \| 5. Dezember 2004 – 1. Januar 2005 4 Wochen \| 4 \| Band Aid 20 \| Do They Know It’s Christmas? Bob Geldof, Midge Ure \| – \| \| 2. Januar 2005 – 8. Januar 2005 1 Woche \| 1 \| Steve Brookstein \| Against All Odds (Take a Look at Me Now) Phil Collins \| – \| \| 9. Januar 2005 – 15. Januar 2005 1 Woche \| 1 \| Elvis Presley \| Jailhouse Rock Jerry Leiber, Mike Stoller \| – \| \| 16. Januar 2005 – 22. Januar 2005 1 Woche \| 1 \| Elvis Presley \| One Night / I Got Stung Dave Bartholomew, Pearl King, Anita Steiman / Aaron H. Schroeder, David Hess, David Hill \| – \| \| 23. Januar 2005 – 29. Januar 2005 1 Woche \| 1 \| Ciara feat. Petey Pablo \| Goodies LaMarquis Jefferson, Jonathan H. Smith, Sean Garrett, Ciara Princess Harris, Zachary Anson Wallace, Craig D. Love, Moses Barrett III \| – \| \| 30. Januar 2005 – 5. Februar 2005 1 Woche \| 1 \| Elvis Presley \| It’s Now or Never Musik: Eduardo Di Capua; Text: Wally Gold, Aaron H. Schroeder \| – \| \| 6. Februar 2005 – 12. Februar 2005 1 Woche \| 1 \| Eminem \| Like Toy Soldiers Marshall B. Mathers III, Luis Edgardo Resto, Marta Marrero, Michael Jay \| – \| \| 13. Februar 2005 – 19. Februar 2005 1 Woche \| 1 \| U2 \| Sometimes You Can’t Make It on Your Own Adam Clayton, Laurence Mullen, David Evans, Paul David Hewson \| – \| \| 20. Februar 2005 – 26. Februar 2005 1 Woche \| 1 \| Jennifer Lopez \| Get Right Usher Raymond, Rich Harrison, James Brown \| – \| \| 27. Februar 2005 – 5. März 2005 1 Woche \| 1 \| Nelly feat. Tim McGraw \| Over and Over James Darrell Hargrove II, Jayson Riley Bridges, Cornell Haynes \| – \| \| 6. März 2005 – 12. März 2005 1 Woche \| 1 \| Stereophonics \| Dakota Kelly Jones \| – \| \| 13. März 2005 – 19. März 2005 1 Woche \| 1 \| McFly \| All About You / You’ve Got a Friend Thomas Michael Fletcher / Carole King \| Zum zweiten Mal nach 1997 nahm eine Band für das Wohltätigkeitsprojekt Comic Relief zwei Songs auf, einen eigenen und einen Coversong. Es ist die sechste Comic-Relief-Nummer-eins in Folge. \| \| 20. März 2005 – 7. Mai 2005 7 Wochen \| 7 \| Tony Christie & Peter Kay \| (Is This the Way To) Amarillo? Howard Greenfield, Neil Sedaka \| Eigentlich war das Lied nur eine Parodie des Komikers Peter Kay, er widmete sie inoffiziell Comic Relief, womit erstmals zwei Singles zugunsten des Projekts in die Charts kamen. \| \| 8. Mai 2005 – 21. Mai 2005 2 Wochen \| 2 \| Akon \| Lonely Gene Allen, Bobby Vinton \| – \| \| 22. Mai 2005 – 28. Mai 2005 1 Woche \| 1 \| Oasis \| Lyla Noel Thomas Gallagher \| – \| \| 29. Mai 2005 – 25. Juni 2005 4 Wochen \| 4 \| Crazy Frog \| Axel F. Harold Faltermeier; Bearbeiter: Sven Greiner \| – \| \| 26. Juni 2005 – 16. Juli 2005 3 Wochen \| 3 \| 2Pac feat. Elton John \| Ghetto Gospel Tupac Amaru Shakur, Deon Evans, Marshall B. Mathers III, Luis Edgardo Resto, Elton John, Bernie Taupin \| – \| \| 17. Juli 2005 – 20. August 2005 5 Wochen \| 5 \| James Blunt \| You’re Beautiful James Blunt, Sacha Skarbek, Amanda Ghost \| – \| \| 21. August 2005 – 27. August 2005 1 Woche \| 1 \| McFly \| I’ll Be OK Thomas Michael Fletcher, Danny Jones, Dougie Lee Poynter \| – \| \| 28. August 2005 – 3. September 2005 1 Woche \| 1 \| Oasis \| The Importance of Being Idle Noel Thomas Gallagher \| – \| \| 4. September 2005 – 10. September 2005 1 Woche \| 1 \| Gorillaz feat. Shaun Ryder \| Dare Damon Albarn, Jamie Christopher Hewlett, Brian Joseph Burton, Shaun William Ryder \| – \| \| 11. September 2005 – 1. Oktober 2005 3 Wochen \| 3 \| The Pussycat Dolls feat. Busta Rhymes \| Don’t Cha Thomas DeCarlo Callaway, Ray Anthony \| – \| \| 2. Oktober 2005 – 22. Oktober 2005 3 Wochen \| 3 \| Sugababes \| Push the Button Dallas L. Austin, Heidi Range, Mutya Buena, Keisha Kerreece Fayeanne Buchanan \| – \| \| 23. Oktober 2005 – 29. Oktober 2005 1 Woche \| 1 \| Arctic Monkeys \| I Bet You Look Good on the Dancefloor Alexander David Turner \| – \| \| 30. Oktober 2005 – 12. November 2005 2 Wochen \| 2 \| Westlife \| You Raise Me Up Rolf Lovland, Brendan Joseph Graham \| – \| \| 13. November 2005 – 3. Dezember 2005 3 Wochen \| 3 \| Madonna \| Hung Up Björn K. Ulvaeus, Benny Goran Bror Andersson, Stuart David Price, Madonna L. Ciccone \| – \| \| 4. Dezember 2005 – 17. Dezember 2005 2 Wochen \| 2 \| The Pussycat Dolls \| Stickwitu Robert D. Palmer, Kasia Livingston, Frannie Golde \| – \| \| 18. Dezember 2005 – 24. Dezember 2005 1 Woche \| 1 \| Nizlopi \| JCB Song Luke Richard Concannon, John James Parker \| – \| \| 25. Dezember 2005 – 21. Januar 2006 4 Wochen \| 4 \| Shayne Ward \| That’s My Goal Bill Padley, Jeremy Peter Godfrey, Jörgen Kjell Aake Elofsson \| – \| |                                                     |                                                     | | |
| ← 2004 |                                                     |                                                     | | → 2006 → |
| Zeitraum | Wo. ges.                                            | Interpret                                           | Titel Autor(en) | Zusätzliche Informationen |
| (Zeitraum, Wochen auf Platz eins, Interpret, Titel, Autor[en], zusätzliche Informationen) |                                                     |                                                     | | |
| 5. Dezember 2004 – 1. Januar 2005 4 Wochen | 4                                                   | Band Aid 20                                         | Do They Know It’s Christmas? Bob Geldof, Midge Ure                                                                                           | – |
| 2. Januar 2005 – 8. Januar 2005 1 Woche | 1                                                   | Steve Brookstein                                    | Against All Odds (Take a Look at Me Now) Phil Collins                                                                                        | – |
| 9. Januar 2005 – 15. Januar 2005 1 Woche | 1                                                   | Elvis Presley                                       | Jailhouse Rock Jerry Leiber, Mike Stoller | – |
| 16. Januar 2005 – 22. Januar 2005 1 Woche | 1                                                   | Elvis Presley                                       | One Night / I Got Stung Dave Bartholomew, Pearl King, Anita Steiman / Aaron H. Schroeder, David Hess, David Hill                             | – |
| 23. Januar 2005 – 29. Januar 2005 1 Woche | 1                                                   | Ciara feat. Petey Pablo                             | Goodies LaMarquis Jefferson, Jonathan H. Smith, Sean Garrett, Ciara Princess Harris, Zachary Anson Wallace, Craig D. Love, Moses Barrett III | – |
| 30. Januar 2005 – 5. Februar 2005 1 Woche | 1                                                   | Elvis Presley                                       | It’s Now or Never Musik: Eduardo Di Capua; Text: Wally Gold, Aaron H. Schroeder                                                              | – |
| 6. Februar 2005 – 12. Februar 2005 1 Woche | 1                                                   | Eminem                                              | Like Toy Soldiers Marshall B. Mathers III, Luis Edgardo Resto, Marta Marrero, Michael Jay                                                    | – |
| 13. Februar 2005 – 19. Februar 2005 1 Woche | 1                                                   | U2                                                  | Sometimes You Can’t Make It on Your Own Adam Clayton, Laurence Mullen, David Evans, Paul David Hewson                                        | – |
| 20. Februar 2005 – 26. Februar 2005 1 Woche | 1                                                   | Jennifer Lopez                                      | Get Right Usher Raymond, Rich Harrison, James Brown                                                                                          | – |
| 27. Februar 2005 – 5. März 2005 1 Woche | 1                                                   | Nelly feat. Tim McGraw                              | Over and Over James Darrell Hargrove II, Jayson Riley Bridges, Cornell Haynes                                                                | – |
| 6. März 2005 – 12. März 2005 1 Woche | 1                                                   | Stereophonics                                       | Dakota Kelly Jones | – |
| 13. März 2005 – 19. März 2005 1 Woche | 1                                                   | McFly                                               | All About You / You’ve Got a Friend Thomas Michael Fletcher / Carole King                                                                    | Zum zweiten Mal nach 1997 nahm eine Band für das Wohltätigkeitsprojekt Comic Relief zwei Songs auf, einen eigenen und einen Coversong. Es ist die sechste Comic-Relief-Nummer-eins in Folge. |
| 20. März 2005 – 7. Mai 2005 7 Wochen | 7                                                   | Tony Christie & Peter Kay                           | (Is This the Way To) Amarillo? Howard Greenfield, Neil Sedaka                                                                                | Eigentlich war das Lied nur eine Parodie des Komikers Peter Kay, er widmete sie inoffiziell Comic Relief, womit erstmals zwei Singles zugunsten des Projekts in die Charts kamen.            |
| 8. Mai 2005 – 21. Mai 2005 2 Wochen | 2                                                   | Akon                                                | Lonely Gene Allen, Bobby Vinton | – |
| 22. Mai 2005 – 28. Mai 2005 1 Woche | 1                                                   | Oasis                                               | Lyla Noel Thomas Gallagher | – |
| 29. Mai 2005 – 25. Juni 2005 4 Wochen | 4                                                   | Crazy Frog                                          | Axel F. Harold Faltermeier; Bearbeiter: Sven Greiner                                                                                         | – |
| 26. Juni 2005 – 16. Juli 2005 3 Wochen | 3                                                   | 2Pac feat. Elton John                               | Ghetto Gospel Tupac Amaru Shakur, Deon Evans, Marshall B. Mathers III, Luis Edgardo Resto, Elton John, Bernie Taupin                         | – |
| 17. Juli 2005 – 20. August 2005 5 Wochen | 5                                                   | James Blunt                                         | You’re Beautiful James Blunt, Sacha Skarbek, Amanda Ghost                                                                                    | – |
| 21. August 2005 – 27. August 2005 1 Woche | 1                                                   | McFly                                               | I’ll Be OK Thomas Michael Fletcher, Danny Jones, Dougie Lee Poynter                                                                          | – |
| 28. August 2005 – 3. September 2005 1 Woche | 1                                                   | Oasis                                               | The Importance of Being Idle Noel Thomas Gallagher                                                                                           | – |
| 4. September 2005 – 10. September 2005 1 Woche | 1                                                   | Gorillaz feat. Shaun Ryder                          | Dare Damon Albarn, Jamie Christopher Hewlett, Brian Joseph Burton, Shaun William Ryder                                                       | – |
| 11. September 2005 – 1. Oktober 2005 3 Wochen | 3                                                   | The Pussycat Dolls feat. Busta Rhymes               | Don’t Cha Thomas DeCarlo Callaway, Ray Anthony                                                                                               | – |
| 2. Oktober 2005 – 22. Oktober 2005 3 Wochen | 3                                                   | Sugababes                                           | Push the Button Dallas L. Austin, Heidi Range, Mutya Buena, Keisha Kerreece Fayeanne Buchanan                                                | – |
| 23. Oktober 2005 – 29. Oktober 2005 1 Woche | 1                                                   | Arctic Monkeys                                      | I Bet You Look Good on the Dancefloor Alexander David Turner                                                                                 | – |
| 30. Oktober 2005 – 12. November 2005 2 Wochen | 2                                                   | Westlife                                            | You Raise Me Up Rolf Lovland, Brendan Joseph Graham                                                                                          | – |
| 13. November 2005 – 3. Dezember 2005 3 Wochen | 3                                                   | Madonna                                             | Hung Up Björn K. Ulvaeus, Benny Goran Bror Andersson, Stuart David Price, Madonna L. Ciccone                                                 | – |
| 4. Dezember 2005 – 17. Dezember 2005 2 Wochen | 2                                                   | The Pussycat Dolls                                  | Stickwitu Robert D. Palmer, Kasia Livingston, Frannie Golde                                                                                  | – |
| 18. Dezember 2005 – 24. Dezember 2005 1 Woche | 1                                                   | Nizlopi                                             | JCB Song Luke Richard Concannon, John James Parker                                                                                           | – |
| 25. Dezember 2005 – 21. Januar 2006 4 Wochen | 4                                                   | Shayne Ward                                         | That’s My Goal Bill Padley, Jeremy Peter Godfrey, Jörgen Kjell Aake Elofsson                                                                 | – |

## Alben
| ← 2004 ← | Liste der Nummer-eins-Hits in den britischen Charts | Liste der Nummer-eins-Hits in den britischen Charts | Liste der Nummer-eins-Hits in den britischen Charts | 2006 →                    |
| \| Zeitraum \| Wo. ges. \| Interpret \| Titel \| Zusätzliche Informationen \| \| (Zeitraum, Wochen auf Platz eins, Interpret, Titel, zusätzliche Informationen) \| \| \| \| \| \| ------------------------------------------------------------------------------ \| -------- \| --------------------- \| ------------------------------------- \| ------------------------- \| \| 19. Dezember 2004 – 1. Januar 2005 2 Wochen (insgesamt 4) \| 4 \| Robbie Williams \| Greatest Hits \| – \| \| 2. Januar 2005 – 8. Januar 2005 1 Woche (insgesamt 2) \| 2 \| Green Day \| American Idiot \| – \| \| 9. Januar 2005 – 15. Januar 2005 1 Woche (insgesamt 4) \| 4 \| Scissor Sisters \| Scissor Sisters \| – \| \| 16. Januar 2005 – 29. Januar 2005 2 Wochen \| 2 \| The Killers \| Hot Fuss \| – \| \| 30. Januar 2005 – 5. Februar 2005 1 Woche \| 1 \| The Chemical Brothers \| Push the Button \| – \| \| 6. Februar 2005 – 12. Februar 2005 1 Woche \| 1 \| Athlete \| Tourist \| – \| \| 13. Februar 2005 – 19. Februar 2005 1 Woche (insgesamt 5) \| 5 \| Keane \| Hopes and Fears \| – \| \| 20. Februar 2005 – 26. Februar 2005 1 Woche (insgesamt 4) \| 4 \| Scissor Sisters \| Scissor Sisters \| – \| \| 27. Februar 2005 – 5. März 2005 1 Woche \| 1 \| Doves \| Some Cities \| – \| \| 6. März 2005 – 12. März 2005 1 Woche \| 1 \| G4 \| G4 \| – \| \| 13. März 2005 – 19. März 2005 1 Woche \| 1 \| 50 Cent \| The Massacre \| – \| \| 20. März 2005 – 26. März 2005 1 Woche \| 1 \| Stereophonics \| Language. Sex Violence. Other? \| – \| \| 27. März 2005 – 9. April 2005 2 Wochen \| 2 \| Tony Christie \| The Definitive Collection \| – \| \| 10. April 2005 – 16. April 2005 1 Woche \| 1 \| Natalie Imbruglia \| Counting Down the Days \| – \| \| 17. April 2005 – 23. April 2005 1 Woche \| 1 \| Basement Jaxx \| The Singles \| – \| \| 24. April 2005 – 30. April 2005 1 Woche (insgesamt 2) \| 2 \| Akon \| Trouble \| – \| \| 1. Mai 2005 – 7. Mai 2005 1 Woche \| 1 \| Bruce Springsteen \| Devils & Dust \| – \| \| 8. Mai 2005 – 14. Mai 2005 1 Woche (insgesamt 2) \| 2 \| Akon \| Trouble \| – \| \| 15. Mai 2005 – 21. Mai 2005 1 Woche \| 1 \| Steve Brookstein \| Heart and Soul \| – \| \| 22. Mai 2005 – 28. Mai 2005 1 Woche \| 1 \| Faithless \| Forever Faithless – The Greatest Hits \| – \| \| 29. Mai 2005 – 4. Juni 2005 1 Woche \| 1 \| Gorillaz \| Demon Days \| – \| \| 5. Juni 2005 – 11. Juni 2005 1 Woche \| 1 \| Oasis \| Don’t Believe the Truth \| – \| \| 12. Juni 2005 – 9. Juli 2005 4 Wochen \| 4 \| Coldplay \| X&Y \| – \| \| 10. Juli 2005 – 3. September 2005 8 Wochen (insgesamt 10) \| 10 \| James Blunt \| Back to Bedlam \| – \| \| 4. September 2005 – 10. September 2005 1 Woche \| 1 \| McFly \| Wonderland \| – \| \| 11. September 2005 – 17. September 2005 1 Woche (insgesamt 10) \| 10 \| James Blunt \| Back to Bedlam \| – \| \| 18. September 2005 – 1. Oktober 2005 2 Wochen \| 2 \| David Gray \| Life in Slow Motion \| – \| \| 2. Oktober 2005 – 8. Oktober 2005 1 Woche \| 1 \| Katie Melua \| Piece by Piece \| – \| \| 9. Oktober 2005 – 15. Oktober 2005 1 Woche \| 1 \| Franz Ferdinand \| You Could Have It So Much Better \| – \| \| 16. Oktober 2005 – 22. Oktober 2005 1 Woche \| 1 \| Sugababes \| Taller in More Ways \| – \| \| 23. Oktober 2005 – 29. Oktober 2005 1 Woche \| 1 \| The Prodigy \| Their Law – The Singles 1990 – 2005 \| – \| \| 30. Oktober 2005 – 5. November 2005 1 Woche \| 1 \| Robbie Williams \| Intensive Care \| – \| \| 6. November 2005 – 12. November 2005 1 Woche \| 1 \| Westlife \| Face to Face \| – \| \| 13. November 2005 – 19. November 2005 1 Woche \| 1 \| Il Divo \| Ancora \| – \| \| 20. November 2005 – 3. Dezember 2005 2 Wochen \| 2 \| Madonna \| Confessions on a Dance Floor \| – \| \| 4. Dezember 2005 – 7. Januar 2006 5 Wochen \| 5 \| Eminem \| Curtain Call: The Hits \| – \| |                                                     |                                                     |                                                     |                           |
| ← 2004 |                                                     |                                                     |                                                     | → 2006 →                  |
| Zeitraum | Wo. ges.                                            | Interpret                                           | Titel                                               | Zusätzliche Informationen |
| (Zeitraum, Wochen auf Platz eins, Interpret, Titel, zusätzliche Informationen) |                                                     |                                                     |                                                     |                           |
| 19. Dezember 2004 – 1. Januar 2005 2 Wochen (insgesamt 4) | 4                                                   | Robbie Williams                                     | Greatest Hits                                       | –                         |
| 2. Januar 2005 – 8. Januar 2005 1 Woche (insgesamt 2) | 2                                                   | Green Day                                           | American Idiot                                      | –                         |
| 9. Januar 2005 – 15. Januar 2005 1 Woche (insgesamt 4) | 4                                                   | Scissor Sisters                                     | Scissor Sisters                                     | –                         |
| 16. Januar 2005 – 29. Januar 2005 2 Wochen | 2                                                   | The Killers                                         | Hot Fuss                                            | –                         |
| 30. Januar 2005 – 5. Februar 2005 1 Woche | 1                                                   | The Chemical Brothers                               | Push the Button                                     | –                         |
| 6. Februar 2005 – 12. Februar 2005 1 Woche | 1                                                   | Athlete                                             | Tourist                                             | –                         |
| 13. Februar 2005 – 19. Februar 2005 1 Woche (insgesamt 5) | 5                                                   | Keane                                               | Hopes and Fears                                     | –                         |
| 20. Februar 2005 – 26. Februar 2005 1 Woche (insgesamt 4) | 4                                                   | Scissor Sisters                                     | Scissor Sisters                                     | –                         |
| 27. Februar 2005 – 5. März 2005 1 Woche | 1                                                   | Doves                                               | Some Cities                                         | –                         |
| 6. März 2005 – 12. März 2005 1 Woche | 1                                                   | G4                                                  | G4                                                  | –                         |
| 13. März 2005 – 19. März 2005 1 Woche | 1                                                   | 50 Cent                                             | The Massacre                                        | –                         |
| 20. März 2005 – 26. März 2005 1 Woche | 1                                                   | Stereophonics                                       | Language. Sex Violence. Other?                      | –                         |
| 27. März 2005 – 9. April 2005 2 Wochen | 2                                                   | Tony Christie                                       | The Definitive Collection                           | –                         |
| 10. April 2005 – 16. April 2005 1 Woche | 1                                                   | Natalie Imbruglia                                   | Counting Down the Days                              | –                         |
| 17. April 2005 – 23. April 2005 1 Woche | 1                                                   | Basement Jaxx                                       | The Singles                                         | –                         |
| 24. April 2005 – 30. April 2005 1 Woche (insgesamt 2) | 2                                                   | Akon                                                | Trouble                                             | –                         |
| 1. Mai 2005 – 7. Mai 2005 1 Woche | 1                                                   | Bruce Springsteen                                   | Devils & Dust                                       | –                         |
| 8. Mai 2005 – 14. Mai 2005 1 Woche (insgesamt 2) | 2                                                   | Akon                                                | Trouble                                             | –                         |
| 15. Mai 2005 – 21. Mai 2005 1 Woche | 1                                                   | Steve Brookstein                                    | Heart and Soul                                      | –                         |
| 22. Mai 2005 – 28. Mai 2005 1 Woche | 1                                                   | Faithless                                           | Forever Faithless – The Greatest Hits               | –                         |
| 29. Mai 2005 – 4. Juni 2005 1 Woche | 1                                                   | Gorillaz                                            | Demon Days                                          | –                         |
| 5. Juni 2005 – 11. Juni 2005 1 Woche | 1                                                   | Oasis                                               | Don’t Believe the Truth                             | –                         |
| 12. Juni 2005 – 9. Juli 2005 4 Wochen | 4                                                   | Coldplay                                            | X&Y                                                 | –                         |
| 10. Juli 2005 – 3. September 2005 8 Wochen (insgesamt 10) | 10                                                  | James Blunt                                         | Back to Bedlam                                      | –                         |
| 4. September 2005 – 10. September 2005 1 Woche | 1                                                   | McFly                                               | Wonderland                                          | –                         |
| 11. September 2005 – 17. September 2005 1 Woche (insgesamt 10) | 10                                                  | James Blunt                                         | Back to Bedlam                                      | –                         |
| 18. September 2005 – 1. Oktober 2005 2 Wochen | 2                                                   | David Gray                                          | Life in Slow Motion                                 | –                         |
| 2. Oktober 2005 – 8. Oktober 2005 1 Woche | 1                                                   | Katie Melua                                         | Piece by Piece                                      | –                         |
| 9. Oktober 2005 – 15. Oktober 2005 1 Woche | 1                                                   | Franz Ferdinand                                     | You Could Have It So Much Better                    | –                         |
| 16. Oktober 2005 – 22. Oktober 2005 1 Woche | 1                                                   | Sugababes                                           | Taller in More Ways                                 | –                         |
| 23. Oktober 2005 – 29. Oktober 2005 1 Woche | 1                                                   | The Prodigy                                         | Their Law – The Singles 1990 – 2005                 | –                         |
| 30. Oktober 2005 – 5. November 2005 1 Woche | 1                                                   | Robbie Williams                                     | Intensive Care                                      | –                         |
| 6. November 2005 – 12. November 2005 1 Woche | 1                                                   | Westlife                                            | Face to Face                                        | –                         |
| 13. November 2005 – 19. November 2005 1 Woche | 1                                                   | Il Divo                                             | Ancora                                              | –                         |
| 20. November 2005 – 3. Dezember 2005 2 Wochen | 2                                                   | Madonna                                             | Confessions on a Dance Floor                        | –                         |
| 4. Dezember 2005 – 7. Januar 2006 5 Wochen | 5                                                   | Eminem                                              | Curtain Call: The Hits                              | –                         |

Die Angaben basieren auf den offiziellen Verkaufshitparaden der Official UK Charts Company für das Vereinigte Königreich. Die Datumsangaben beziehen sich auf das Gültigkeitsdatum der Charts, also jeweils die auf die Verkaufswoche folgende Woche.

## Jahreshitparaden
| ← 2004 ← | Liste der Nummer-eins-Hits in den britischen Charts | Liste der Nummer-eins-Hits in den britischen Charts | Liste der Nummer-eins-Hits in den britischen Charts | 2006 →   |
| \| Singles \| Position# \| Alben \| \| ------------------------------------------------------------------------------------------------------- \| --------- \| ----------------------------------------------- \| \| (Is This the Way To) Amarillo? Tony Christie & Peter Kay Howard Greenfield, Neil Sedaka \| 1 \| Back to Bedlam James Blunt \| \| That’s My Goal Shayne Ward Bill Padley, Jeremy Peter Godfrey, Jörgen Kjell Aake Elofsson \| 2 \| X&Y Coldplay \| \| Axel F. Crazy Frog Harold Faltermeier; Bearbeiter: Sven Greiner \| 3 \| Intensive Care Robbie Williams \| \| You’re Beautiful James Blunt James Blunt, Sacha Skarbek, Amanda Ghost \| 4 \| Employment Kaiser Chiefs \| \| Don’t Cha The Pussycat Dolls feat. Busta Rhymes Thomas DeCarlo Callaway, Ray Anthony \| 5 \| Demon Days Gorillaz \| \| All About You / You’ve Got a Friend McFly Thomas Michael Fletcher / Carole King \| 6 \| Face to Face Westlife \| \| Lonely Akon Gene Allen, Bobby Vinton \| 7 \| Eye to the Telescope KT Tunstall \| \| Hung Up Madonna Björn K. Ulvaeus, Benny Goran Bror Andersson, Stuart David Price, Madonna L. Ciccone \| 8 \| Breakaway Kelly Clarkson \| \| You Raise Me Up Westlife Rolf Lovland, Brendan Joseph Graham \| 9 \| Curtain Call: The Hits Eminem \| \| Push the Button Sugababes Dallas L. Austin, Heidi Range, Mutya Buena, Keisha Kerreece Fayeanne Buchanan \| 10 \| Forever Faithless – The Greatest Hits Faithless \| |                                                     |                                                     |                                                     |          |
| ← 2004 |                                                     |                                                     |                                                     | → 2006 → |
| Singles | Position#                                           | Alben                                               |                                                     |          |
| (Is This the Way To) Amarillo? Tony Christie & Peter Kay Howard Greenfield, Neil Sedaka | 1                                                   | Back to Bedlam James Blunt                          |                                                     |          |
| That’s My Goal Shayne Ward Bill Padley, Jeremy Peter Godfrey, Jörgen Kjell Aake Elofsson | 2                                                   | X&Y Coldplay                                        |                                                     |          |
| Axel F. Crazy Frog Harold Faltermeier; Bearbeiter: Sven Greiner | 3                                                   | Intensive Care Robbie Williams                      |                                                     |          |
| You’re Beautiful James Blunt James Blunt, Sacha Skarbek, Amanda Ghost | 4                                                   | Employment Kaiser Chiefs                            |                                                     |          |
| Don’t Cha The Pussycat Dolls feat. Busta Rhymes Thomas DeCarlo Callaway, Ray Anthony | 5                                                   | Demon Days Gorillaz                                 |                                                     |          |
| All About You / You’ve Got a Friend McFly Thomas Michael Fletcher / Carole King | 6                                                   | Face to Face Westlife                               |                                                     |          |
| Lonely Akon Gene Allen, Bobby Vinton | 7                                                   | Eye to the Telescope KT Tunstall                    |                                                     |          |
| Hung Up Madonna Björn K. Ulvaeus, Benny Goran Bror Andersson, Stuart David Price, Madonna L. Ciccone | 8                                                   | Breakaway Kelly Clarkson                            |                                                     |          |
| You Raise Me Up Westlife Rolf Lovland, Brendan Joseph Graham | 9                                                   | Curtain Call: The Hits Eminem                       |                                                     |          |
| Push the Button Sugababes Dallas L. Austin, Heidi Range, Mutya Buena, Keisha Kerreece Fayeanne Buchanan | 10                                                  | Forever Faithless – The Greatest Hits Faithless     |                                                     |          |